# Episodi di Hunter (quarta stagione)
La quarta stagione della serie televisiva Hunter, composta da 22 episodi, è stata trasmessa negli Stati Uniti dal 24 settembre 1987 al 7 maggio 1988 sul canale NBC. In Italia è stata trasmessa su Rai 2 nel 1989.
| nº | Titolo originale               | Titolo italiano                                     | Prima TV USA      | Prima TV Italia |
| -- | ------------------------------ | --------------------------------------------------- | ----------------- | --------------- |
| 1  | Not Just Another John Doe      | L'enigma di John Doe                                | 24 settembre 1987 | 1989            |
| 2  | Playing God                    | Il caso è chiuso                                    | 3 ottobre 1987    | 1989            |
| 3  | The Jade Woman                 | La donna di giada                                   | 17 ottobre 1987   | 1989            |
| 4  | Flashpoint                     | Il trionfo del giusto                               | 24 ottobre 1987   | 1989            |
| 5  | Night on Bald Mountain         | Gita in montagna                                    | 31 ottobre 1987   | 1989            |
| 6  | City of Passion: Part 1, 2 & 3 | Violenza a domicilio (prima, seconda e terza parte) | 7 novembre 1987   | 1989            |
| 7  | City of Passion: Part 1, 2 & 3 | Violenza a domicilio (prima, seconda e terza parte) | 14 novembre 1987  | 1989            |
| 8  | City of Passion: Part 1, 2 & 3 | Violenza a domicilio (prima, seconda e terza parte) | 21 novembre 1987  | 1989            |
| 9  | Turning Point                  | L'occasione buona                                   | 28 novembre 1987  | 1989            |
| 10 | Hot Prowl                      | La collana                                          | 8 dicembre 1987   | 1989            |
| 11 | Allegra                        | Allegra                                             | 29 dicembre 1987  | 1989            |
| 12 | Renegade                       | Il rinnegato                                        | 5 gennaio 1988    | 1989            |
| 13 | The Black Dahlia               | La Dalia Nera                                       | 12 gennaio 1988   | 1989            |
| 14 | Naked Justice: Part 1 & 2      | Un valido movente (prima e seconda parte)           | 2 febbraio 1988   | 1989            |
| 15 | Naked Justice: Part 1 & 2      | Un valido movente (prima e seconda parte)           | 9 febbraio 1988   | 1989            |
| 16 | Girl on the Beach              | La ragazza della spiaggia                           | 16 febbraio 1988  | 1989            |
| 17 | The Bogota Million             | Il milione di Bogota                                | 1º marzo 1988     | 1989            |
| 18 | Death Signs                    | Dialogo fra sordi                                   | 12 marzo 1988     | 1989            |
| 19 | Boomerang                      | Boomerang                                           | 19 marzo 1988     | 1989            |
| 20 | The Fourth Man                 | Il quarto uomo                                      | 26 marzo 1988     | 1989            |
| 21 | Murder He Wrote                | Il mistero della stanza chiusa                      | 30 aprile 1988    | 1989            |
| 22 | Silver Bullet                  | Il proiettile d'argento                             | 7 maggio 1988     | 1989            |

## Gita in montagna
- Titolo originale: Night on Bald Mountain
- Diretto da: Michael Preece
- Scritto da: Michael Hamner e Robert Hamner

### Trama
Hunter e McCall si recano in una casetta di montagna per risolvere un caso d'omicidio. A causa di una tempesta di neve sono costretti a fermarsi là con la famiglia della vittima. Nel corso della notte ha inizio però una serie di omicidi.

## La Dalia Nera
- Titolo originale: The Black Dahlia
- Diretto da: Michael Preece
- Scritto da: Robert Hamner

### Trama
Nelle fondamenta di un vecchio edificio in demolizione, viene ritrovato uno scheletro tagliato in due all'altezza della vita. Il caso viene assegnato ad Hunter e McCall, aiutati nelle indagini dal detective John Doyle, convinto che il caso che hanno tra le mani i due poliziotti sia legato al caso della Dalia Nera.
- Guest star: Jessica Lee Nelson (Elizabeth Short)
- Nota: la versione originale dell'episodio termina con la seguente scritta “Questo è un lavoro di finzione ispirato a una storia vera. Elizabeth Short, soprannominata la Dalia Nera, venne uccisa il 12 gennaio 1947, precisamente 41 anni fa oggi. Il caso rimane aperto e irrisolto.”. In realtà Elizabeth Short venne trovata morta il 15 gennaio e l'autopsia stabilì che era morta al massimo 9 ore prima. Quindi la data del 12 gennaio è un errore.